# Dirtmusic
Dirtmusic ist ein im Jahr 2007 gegründetes Folk-Rock-Bandprojekt, bestehend aus Chris Eckman von den Walkabouts, Hugo Race, unter anderem Gründungsmitglied von Nick Caves „Bad Seeds“, und dem ehemaligen Codeine-Schlagzeuger Chris Brokaw.

## Geschichte
Die Band wurde im Jahr 2007 mit dem Ziel gegründet, zu den Wurzeln der Folkmusik zurückzukehren. Sie verbindet Folk mit Rock und Weltmusik-Elementen. Dabei kommen häufig auch akustische Instrumente zum Einsatz. Das erste Album Dirtmusic, mit deutlichen Roots-Rock- und Blues-Einflüssen, wurde 2007 veröffentlicht. Das Nachfolgealbum BKO, das im April 2010 erschien, zeigt dagegen starke Einflüsse westafrikanischer Musik. „BKO“ ist die Abkürzung für den Flughafen von Bamako in Mali. An dem Album wirkten einige malische Musiker mit, wie z. B. die Tuareg-Rockband Tamikrest, die man bereits 2008 auf dem Festival au Désert in Essakane, nahe Timbuktu kennengelernt hatte und die Dirtmusic auch auf der Europa-Tournee im Mai bis August 2010 begleitete, so z. B. auf dem Sziget-Festival 2010 und dem Orange Blossom Special Festival ihrer Plattenfirma Glitterhouse.
Im Jahr 2009 kehrten Eckman, Race und Brokaw dann zu Jamsessions mit einheimischen Musikern nach Mali zurück, auf deren Basis dann das neue Album entstand. Dokumentiert ist diese Kooperation teilweise auf der Bonus-DVD, die zusammen mit dem neuen Album vertrieben wird.

## Diskografie
- 2007: Dirtmusic (Glitterhouse)
- 2010: BKO (Glitterhouse)
- 2013: Troubles (Glitterbeat)
- 2014: Lion City (Glitterbeat)
- 2018: Bu Bir Ruya